# كيفين رام
كيفين رام (بالإنجليزية: Kevin Rahm)‏ (و. 1971  م) هو ممثل أفلام، وممثل تلفزي، وكاتب سيناريو، ومؤدي أصوات أمريكي، ولد في مينيرال ويلز.

## التعليم
تعلم في جامعة بريغام يونغ
.

## وصلات خارجية
- كيفين رام على موقع IMDb (الإنجليزية)
- كيفين رام على موقع ألو سيني (الفرنسية)
- كيفين رام على موقع أول موفي (الإنجليزية)
- كيفين رام على موقع قاعدة بيانات الأفلام السويدية (السويدية)
- كيفين رام على موقع إن إن دي بي (الإنجليزية)
- كيفين رام على موقع قاعدة بيانات الفيلم (الإنجليزية)
- كيفين رام على موقع كينوبويسك (الروسية)